# Kate Nash
Kate Marie Nash (Londres, 6 de Julho de 1987) é uma cantora e compositora inglesa. Tornou-se mais conhecida após a cantora Lily Allen colocá-la no site  MySpace, em Top Friends.

## Primeiros anos

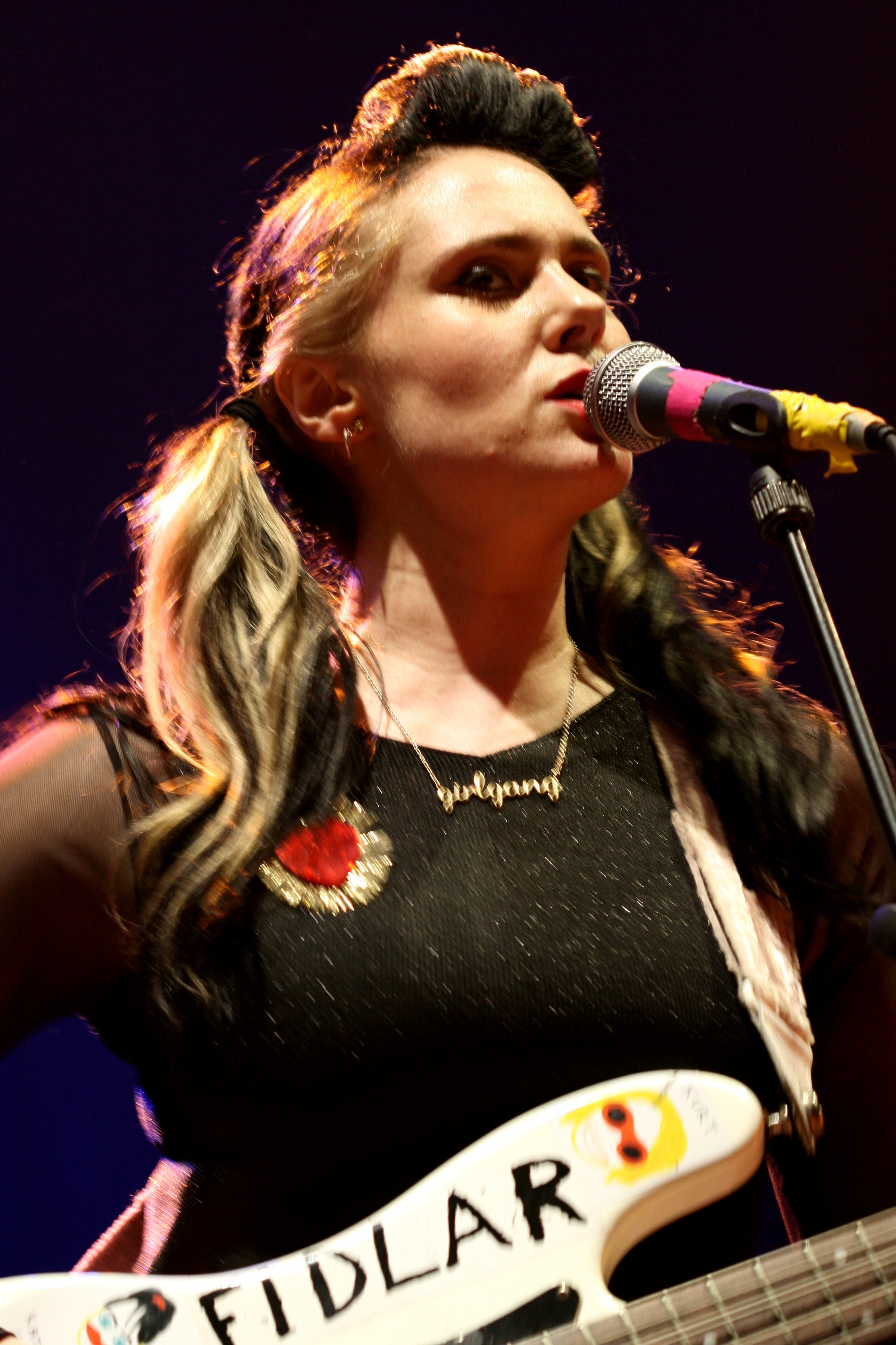
Kate Nash em 2013.

Kate Nash é filha de pai inglês e mãe irlandesa. Ainda pequena foi levada para Harrow com sua família, onde cresceu. Kate Nash começou a se interessar pela música a partir de sua infância. Aprendeu a tocar piano na Sandbach School e freqüentou a escola St. John Fisher School (Pinner). Posteriormente, transferiu-se para a St Joan of Arc Catholic School, em Rickmansworth. Ela aprendeu a tocar guitarra com seu professor Louis Michelle. Recebeu o GCSE|Certificado Geral de Educação Secundária, na Escola de Performance Artísica e Tecnologica no Norte de Londres. Além de fazer uma audição em Bristol Old Vic Theatre School, porém foi reprovada. Logo depois ela caiu em uma escada e quebrou o pé e durante a recuperação,não podia sair de casa nem se mexer muito, então seus pais lhe compraram uma guitarra. Kate usou esse tempo para se focar em escrever músicas novas e terminar algumas músicas antigas. Nesse momento ela decidiu que iria reservar uma pequena apresentação num pub local para mostrar suas músicas. Foi então que deciciu começar uma carreira na música.

## Carreira
A carreira de Kate Nash começou em 2006. Depois de algumas pequenas apresentações, Nash colocou sua música no site MySpace. Ela procurou primeiro um agente, para então procurar produtores para suas músicas. Em 2007, lançou o álbum Made of Bricks, que recebeu críticas em média positivas. Em 2010, lançou o álbum My Best Friend Is You, que recebeu uma avaliação média de 6.9 no site Metacritic. Em 2012, lançou o single Under-Estimate The Girl, que foi recebido pela crítica como uma guinada em direção ao gênero Riot Grrrl. Em 2013, lançou o álbum Girl Talk.
Em 2011, Nash criou um projeto de ensino gratuito de música para meninas, chamado Rock'n'Roll for Girls After School Music Club.
Em 2017 estreou na série GLOW, produção original da Netflix, fazendo o papel da britânica Rhonda Richardson, que participa de uma equipe de luta livre feminina.

## Moshi Moshi Records
A estréia de Nash foi o single "Caroline's a Victim"/"Birds", produzido e gravado na Islândia por Valgeir Sigurðsson e lançado pela Moshi Moshi Records em fevereiro de 2007. O lançamento foi limitado para 1 000 cópias, e só estava disponível em vinil. Devido à demanda, outras 1 000 cópias foram feitas e vendidas. Cópias promocionais do CD foram produzidas e distribuídas para a imprensa e DJs, e ocasionalmente estão disponíveis para a venda. O single também aparece no CD "Moshi Moshi Singles Compilation". Um vídeo para a música foi lançado e divulgado na MTV2, sendo dirigido por Kinga Burza. O lado B, "Birds", apareceu depois no seu álbum de lançamento, Made of Bricks. As duas canções também foram lançadas para download em MP3.

## Discografia

### Álbuns de estúdio
- Made of Bricks (2007)
- My Best Friend Is You (2010)
- Girl Talk (2013)
- Yesterday Was Forever (2018)
- 9 Sad Symphonies (2024)